# Trichocentrum cymbiglossum
Trichocentrum cymbiglossum är en orkidéart som beskrevs av Franco Pupulin. Trichocentrum cymbiglossum ingår i släktet Trichocentrum och familjen orkidéer.
Artens utbredningsområde är Costa Rica. Inga underarter finns listade i Catalogue of Life.